# Droga I/22 (Czechy)
Droga krajowa 22 (cz. Silnice I/22) – droga krajowa w południowych Czechach. Biegnąca równolegle do granicy czesko-niemieckiej arteria łączy drogę krajową 26 przez Klatovy (skrzyżowanie z drogą nr 27) i Strakonice (skrzyżowanie z drogą nr 4) z drogą krajową nr 20.